# 钱谷融
钱谷融（1919年9月28日—2017年9月28日），原名钱国荣，笔名钱谷融，男，江苏武进人，中国文艺理论家，华东师范大学中文系教授。

## 生平
1919年生。1942年毕业于重庆国立中央大学文学系。历任重庆市立中学教师，上海交通大学讲师，华东师范大学讲师、教授、博士生导师、文学研究所所长。著有《论“文学是人学”》《文学的魅力》《散淡人生》《〈雷雨〉人物谈》《钱谷融文集》等。2017年9月28日于复旦大学附属华山医院逝世。